# بيولا (ميزوري)
بيولا (بالإنجليزية: Beulah)‏ هي إحدى المجتمعات الفردية (غير مصنفة) في ولاية ميزوري في الولايات المتحدة الأمريكية.